# Gerrit Cole
Gerrit Alan Cole (Newport Beach, 8 settembre 1990) è un giocatore di baseball statunitense, lanciatore partente per i New York Yankees della Major League Baseball (MLB).

## Carriera

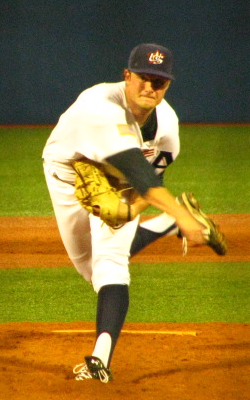
Cole lancia durante il campionato mondiale universitario di baseball 2010

### Minor League
Cole è nato a Newport Beach nella contea di Orange, California. Frequentò la Scuola Superiore Luterana nella città di Orange e da lì venne selezionato la prima volta nel primo turno (28ª scelta assoluta) del draft MLB 2008 dai New York Yankees, divenendo il primo di sempre dell'istituto a essere selezionato in un draft di major league. Dopo aver scelto di non firmare, Cole si iscrisse all'Università della California di Los Angeles, prima di iniziare la sua carriera professionistica nel 2011, dopo essere stato selezionato nel primo turno, come 1ª scelta assoluta del Draft MLB, dai Pittsburgh Pirates. Cominciò nella stagione 2012 giocando prevalentemente in classe A-avanzata e in Doppia-A e esordendo nella sua prima partita di Tripla-A. Iniziò la stagione 2013 nella Tripla-A.

### Major League
Cole debuttò nella MLB il 11 giugno 2013, al PNC Park di Pittsburgh contro i San Francisco Giants, lanciando la prima palla in strikeout a 99 mph (159 kmh), conquistando la prima vittoria e come battitore ottenendo la sua prima valida. Nel mese di settembre venne nominato rookie del mese della National League. Concluse la sua prima stagione regolare con 19 partite disputate in Major League, a fronte delle 12 giocate nella Tripla-A della Minor League Baseball. Partecipò inoltre al primo post-stagione giocando in due delle partite della National League Division Series.
Nell'aprile del 2015 venne nominato lanciatore del mese della National League e nel mese di luglio venne convocato al suo primo All-Star Game.
Il 27 luglio 2016 giocò la sua prima partita completa, contro i Seattle Mariners.
Il 13 gennaio 2018, Pirates scambiarono Cole con gli Houston Astros per Michael Feliz, Jason Martin, Colin Moran e Joe Musgrove. Poco prima dello scambio Cole ottenne dai Pirates un contratto annuale del valore di 6,75 milioni di dollari.
Il 18 dicembre 2019, Cole firmò un contratto di 9 anni dal valore complessivo di 324 milioni di dollari, con i New York Yankees.

## Palmarès

### Individuale
- MLB All-Star: 5

2015, 2018, 2019, 2021, 2023
- Capoclassifica dell'AL per vittorie: 1

2021 (16)
- Capoclassifica dell'AL per media PGL: 1

2019 (2.50)
- Capoclassifica dell'AL per strikeout: 1

2019 (326)
- Lanciatore del mese: 5

NL: 1 (aprile 2015)
AL: 4 (giugno, luglio e settembre 2019, aprile 2021)
- Esordiente del mese: 1

NL: settembre 2013
- Giocatore della settimana: 2

AL: 29 settembre 2019
```
      : 18 settembre 2023
```